# Церква Святої Анни (Львів)
Це́рква Свято́ї А́нни (пол. Kościół św. Anny) — римо-католицький, а з 1992 року греко-католицький храм у Львові. Розташований на вулиці Городоцькій, 32.

## Храми-попередники
У Львові здавна існував звичай насипати кургани, увінчані хрестом, на роздоріжжях. Є згадка, датована 1413 роком, про хрест «коло шибениці» на роздоріжжі, де пізніше споруджено костел св. Анни. Хрести були виявом побожности місцевих жителів, але могли й служити пам'яттю про конкретні події з минулого. Дослідник історії Львова Бартоломей Зиморович писав, що поблизу хреста, «коло шибениці», були поховані підмайстри кравецького ремесла, які загинули в сутичці з міською вартою наприкінці XV ст.
Від Середньовіччя ремісники одного або кількох зближених фахів об'єднувалися в цехи. Цехи об'єднували майстрів одного фаху, що працювали з товаришами (підмайстрами) й учнями у власному приміщенні; ручна праця була основним джерелом робочої енергії. Система цехів захищала економічні інтереси майстрів, упорядковувала та монополізувала ринок збуту, щоб не допускати туди позацехових ремісників. На плечі підмайстрів та учнів лягала основна маса важкої роботи, через що вони протестували. 1491 року кравецькі підмайстри Львова, невдоволені важкими умовами праці та невисокою платнею, вирішили втекти з міста. Уночі вони перебралися через міський мур і покинули Львів. Однак, неподалік Краківського передмістя, там, де зараз стоїть церква св. Анни, їх наздогнала міська сторожа, т. зв. «ціпаки», намагаючись повернути назад. У сутичці загинули кілька челядників (підмайстрів). Убитих товаришів підмайстри поховали на місці загибелі, біля роздоріжжя. Пізніше, особливо в роки великих епідемій, туди підзахоронювали тіла померлих від пошести.
За твердженням Дениса Зубрицького, «пізніше челядники, які брали участь у цій сутичці, вибилися в майстри, та пам'ятаючи цю подію й бажаючи подякувати Господу, який вберіг їхні життя, вирішили на могилі своїх колег збудувати невеликий костел». Магістрат виділив на будівництво матеріал і цех отримав дерево із сусідніх лісів. За даними Зиморовича, 1507 року на межі навпроти Краківського передмістя дерев'яний костелик-каплицю було зведено та освячено. Освячено в честь святої Анни, покровительки майстрів і ремісничих цехів.
У такому вигляді храм простояв лише два роки. 1509 року каплицю спалено під час облоги молдавськими військами Богдана III Сліпого.
Храм відбудували аж наприкінці XVI століття, цього разу він був частково кам'яним. львівський архиєпископ Ян Димітр Соліковський освятив його у 1599 року. Те, що будівлю відновлювали понад 70 років, мало поважні причини: 1527 року сталася найжахливіша пожежа  за всю історію міста. Старий готичний Львів, який був схожий на давній Таллін чи Ґданськ, був знищений. Тож громаді довелося заново будувати не лиш храм св. Анни, а все місто. Новий Львів другої половини XVI століття був уже ренесансним містом, його відбудовували італійці фахівці.
У 1582 році до Львова приїхав мандрівник Мартін Ґруневеґ, який залишив свої враження і спостереження. Опис Ґруневеґа найраніший і найдокладніший з найдавніших описів храму. Саме він залишив нам унікальний рисунок костелу св. Анни, який є першим серед відомих і збережених. Це дуже простий малюнок, однак він відтворює обриси храму на збігу Городоцького і Янівського шляхів. Згідно з Ґруневеґом, до костелу примикає вулиця, яку вже тоді називали в його честь - святої Анни. Про костел святої Анни Мартін Ґруневеґ пише: «На північ від св. Юра посеред поля стоїть мурована церковця св. Хреста, від ратуші на такій відстані, як Христос ніс хрест на гору Голгофу… Далі, вниз до міста, церковця св. Анни, яка належить кравецькому цехові. Спершу вона була дерев’яною, а за моїх часів була повністю мурованою, до того ж має гарний вівтар. У тому всьому допоміг пан Дзюрдзі або Георгій (Боїм), город якого межує з двором церкви. Ця церковця ділить передмістя на дві вулиці, з яких одна йде до св. Хреста, друга до св. Юра, як це показано поруч». Проте, у 1648 році, під час облоги Львова військами Хмельницького, храм було знищено знову. Кілька десятиліть його не відбудовували.

## Сучасний храм
Руїни спаленого костелу 1670 року польський король Міхал Корибут Вишневецький передав ордену августинців-єремітів. На думку історика Антонія Шнайдера, це сталося у 1671 році, коли король перебував у Львові, а 1670 року міська рада Львова та цех кравців лише погодилися віддати монахам цю ділянку на замін ґрунтам, які августинці від 1641 року мали при Сокільницькому шляху (нинішня вулиця Коперника). 1673 року августинці-єреміти розпочали відбудову, під час якої зокрема споруджено монастир. Наступна перебудова храму відбулась 1730 року. 1756 року при костелі затверджено братство святого Йоана. 1783 року монастир скасовано австрійською владою, а через три роки костел став філіальним. 1810 року перед костелом встановлено скульптуру Яна Непомука. 1820 року храм став парафіяльним. У монастирі розміщено трикласову школу. Проведено ремонт і 1824 року храм знову освячено (обряд провів архієпископ Анджей Анквич). У 1853—1862 роках перебудовано вежу, встановлено годинник і чотири дзвони, споруджено абсиду. Під час цієї ж реставрації склепіння абсиди та головної нави розписано фресками Мартина Яблонського.
Яблонський оздобив великою композицією склепіння в абсиді. Над великим вівтарем тут зображена радісна Матір Божа Утішителька з розпростертими руками на хмарах. Майже всю центральну частину склепіння нави займав другий величезний розпис цього митця. Він зображає Воскресіння святої Анни, на якій Богородиця подає їй корону, а Ісус Христос у хмарах увінчує цією короною голову своєї бабусі. Дві величезні фрески на стелі костелу іконописець виконав в реалістичному стилі новішої німецької школи, в якій успішно працював. вони велично прикрасили храм, який 26 квітня 1863 року освятив архієпископ Францішек Вежхлейський.
У храмі знаходився 10-регістровий орган з одним мануалом і педаллю. У другій половині XIX століття у храмі було 5 дерев'яних барокових вівтарів, амвон. 1911 року парафію перенесено до щойнозбудованого костелу святої Єлизавети, але пізніше її поділено і костел святої Анни знову став парафіяльним.

## Конкурс проєктів нового храму

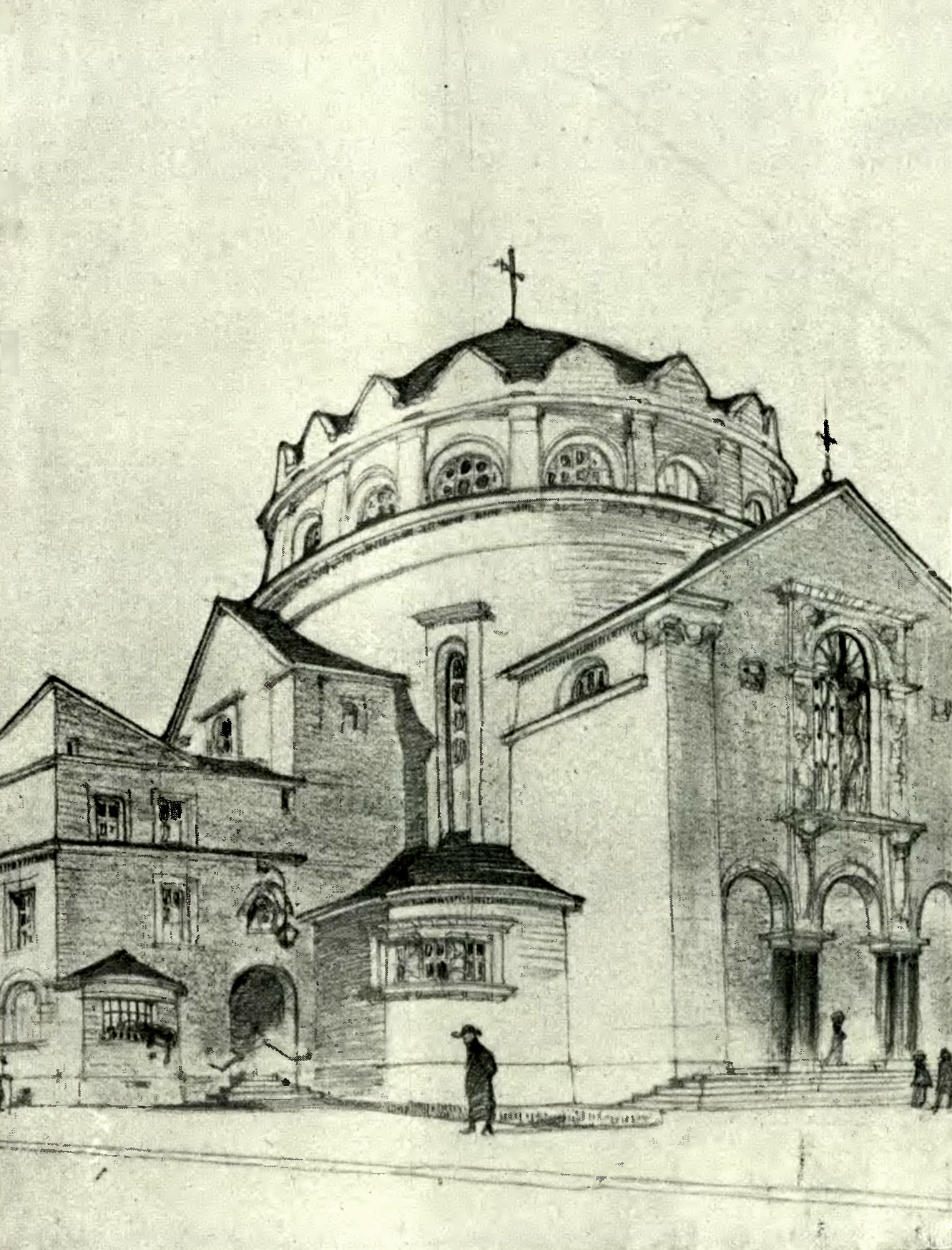
Проєкт Дердацького та Мінкевича (1912 р.)

1911 року управління парафії святої Анни за посередництвом Кола архітекторів польських оголосило конкурс проєктів нового костелу. Крайнім терміном надсилання робіт призначено 1 квітня 1912 року. Пізніше, на прохання архітекторів, терміни було продовжено до 20 квітня 1912 року До журі увійшли: прелат Владислав Лібревський, архітектори Альфред Броневський, Міхал Лужецький, Адольф Каменобродський, Владислав Садловський, Ігнатій Кендзерський і живописець Владислав Яроцький. На розгляд отримано 24 проєкти. Зокрема 4 надійшли із запізненням, через що не розглядалися журі. 2 проєкти не допущено до оцінки через невідповідність умовам конкурсу. Комісія прийшла до висновку, що жодна з пропозицій не надається до реалізації у первинному вигляді і в будь-якому разі знадобиться переробка. Через це першу премію присуджено не було. Другу здобув спільний проєкт львівських архітекторів Вітольда Мінкевича і Владислава Дердацького, який передбачав будівництво ротондального храму у простих виразних формах. Задум однак критиковано за те, що він нібито мало нагадує християнський храм, а натомість подібний на мавзолей або синагогу. Першу премію поділено надвоє, через що було присуджено аж 3 третіх: Людвікові Соколовському зі Львова, Сильвестрові Пайздерському із Фріденау і Леопольдові Карасінському зі Львова. Відзначено також ненагороджені проєкти Оскара Сосновського та Веслава Ґжимальського. Журнал Czasopismo Techniczne без коментарів і пояснень опублікував також ескізи архітекторів Дубіка та Вісневського. Імена інших ненагороджених учасників невідомі. Через початок першої світової війни будівництво розпочато не було. Австрійською владою було реквізовано три дзвони. Будівля постраждала під час польсько-української війни. 1927 року храм реконструйовано за проєктом Броніслава Віктора, вежа отримала нове необарокове завершення, дещо стилізоване в дусі ар деко.

## Після другої світової війни

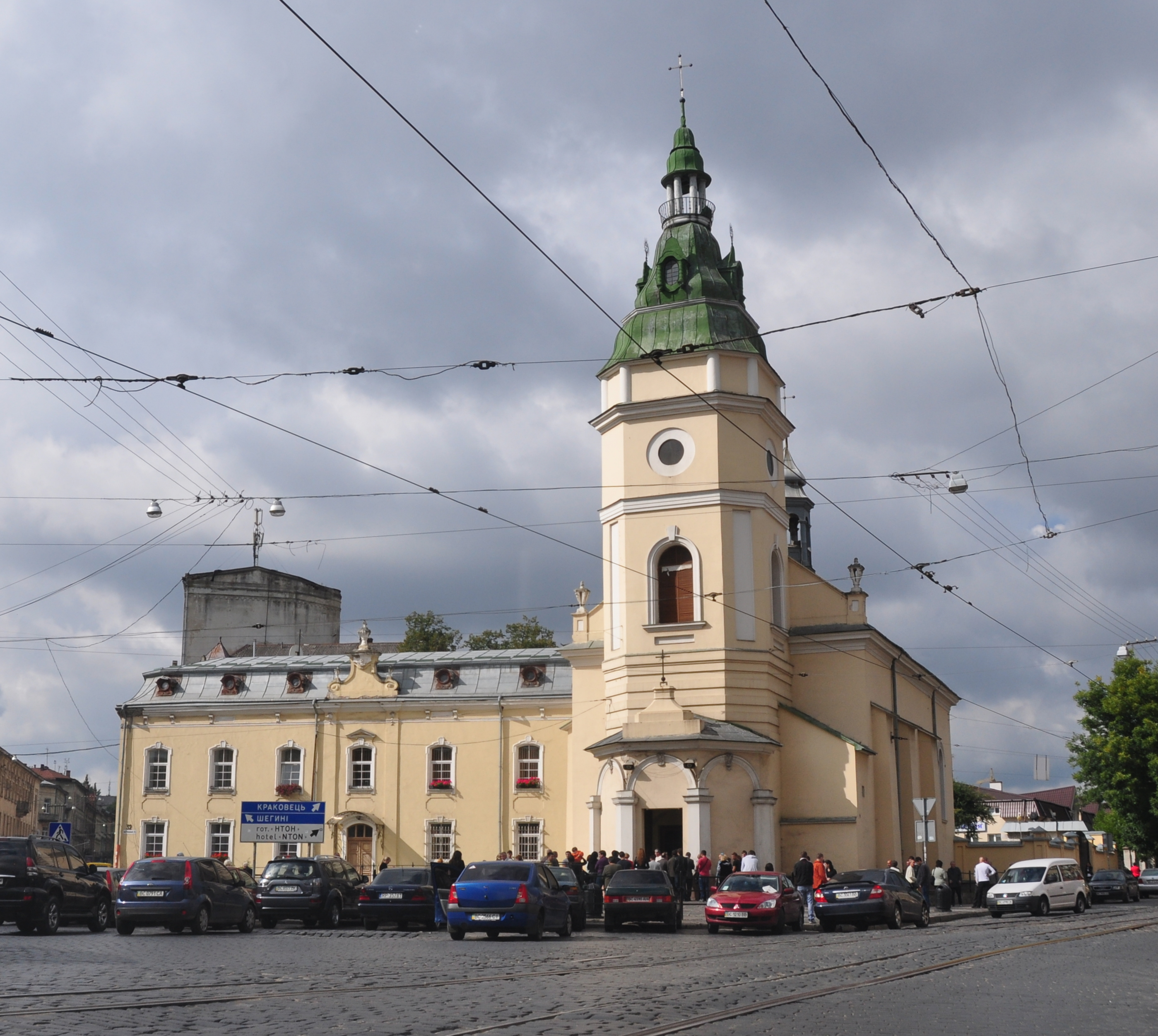
Церква святої Анни під час недільної Служби Божої, 2012

У радянський час храм перетворено на касу продажу залізничних квитків, а пізніше — на меблевий магазин. Внутрішнє оздоблення повністю знищено. Втрачено усі вівтарі та стінні розписи, знищено годинник та забрано усі дзвони, демонтовано та вивезено до Литви орган. 1992 року храм передано Українській греко-католицькій церкві.
Повернення ікон до храму
З перших днів у відродженні церкви св. Анни активно брав участь львів'янин Іван Кулицький. Упродовж 47 років чоловік переховував дві ікони, які перед закриттям костелу св. Анни в 1946 році передали на збереження його мамі Олені. Незважаючи на заборони і переслідування, він завжди вірив, що безбожна влада зникне і настане день, коли можна буде повернути ікони до церкви. Одна з ікон, які повернув Іван Кулицький — «Внебовзяття Пресвятої Богородиці». Вона мальована на полотні олійними фарбами і після реставрації розміщена в парафіяльному будинку. Другою з повернених є чудотворна ікона Божої Матері неустанної Помочі, писана олійними фарбами на дереві. Її розміри 43 см × 54 см і нині вона перебуває у святилищі.

## Архітектура

Інтер'єр храму

Храм розташований на клиноподібній ділянці, на роздоріжжі вулиць Городоцької та Шевченка. Зорієнтований на осі схід-захід із входом зі сходу. Мурований із цегли, зовні і зсередини тинькований. За будовою простий однонавовий з абсидою. До головного (східного) фасаду примикає вежа, а до неї — гранчастий передсінок. Зовні стіни нави підсилені контрфорсами, ізсередини почленовані пілястрами. При східній стіні нави влаштовано хори, що опираються на дві колони. У наві перекриття циліндричне без членувань, у вежі — хрестове. Вхід зроблено через нижній ярус вежі та прибудований до неї передсінок. З півдня до храму примикає двоповерхова 7-осьова із високим мансардним дахом будівля монастиря.